# Фаталните яйца
„Фаталните яйца“ (на руски: Роковые яйца) е сатирична научнофантастична повест на руския писател Михаил Булгаков, публикувана през 1925 година.
Завършена в началото на октомври 1924 година, тя е публикувана през февруари 1925 година в списание „Недра“. Действието се развива в Русия от близкото бъдеще, където учен открива лъч, който предизвиква изключително бързо размножаване и увеличава агресивността на дребни животни. В опит да ограничи епидемия по пилетата, селскостопански деятел го прилага по погрешка върху погрешните яйца и страната е залята от агресивни змии, крокодили и щрауси.
„Фаталните яйца“ е издадена на български през 1986 година в сборника „Дяволиада“ в превод на Борис Мисирков.